# Горња Равска
Горња Равска је мање насеље смјештено у брдским предјелима удаљености 9 км од рудника жељезне руде "Љубија". Простор села су почели насељавати још Римљани, те се стога на дубинама од једног па до три метра могу наћи остаци римског новца, прстења и сличних ствари којима су се они користили и помоћу којих су они преживљавали. Коријен ријечи Равска није познат али се претпоставља да је такође из овога доба. Највећа штета је претрпљена у посљедњем рату 1992.-1995. али и у онима прије њега. Основна школа је отворена 1958. године, струја је у село стигла 1974.године,те је изграђена жупна црква 1973.-1974., затим дом 1979.-1980. У изградњи свега наведеног су највећим дијелом учестовали тадашњи житељи Горње Равске. Године 2004. је направљен асфалт, који се протеже од цркве до школе, точније 1600 м. Мјештани се у љетним мјесецима суочавају са несташицама питке воде.

## Становништво
| Демографија | Демографија | Демографија |
| Година      | Становника  | Становника  |
| ----------- | ----------- | ----------- |
| 1961.       | 428         |             |
| 1971.       | 389         |             |
| 1981.       | 378         |             |
| 1991.       | 301         |             |